# Yoma
Yoma (en hebreu: יומא) és el cinquè tractat de l'ordre Moed ("dies festius") de la Mixnà i el Talmud. Es tracta principalment de les lleis relacionades amb la festivitat jueva de Yom Kippur, en la qual els jueus expien els pecats de l'any anterior. Consta de 8 capítols i té una Guemarà en el Talmud de Jerusalem i una altra Guemarà també en el Talmud de Babilònia.

## Preparatius del summe sacerdot abans de Iom Kipur
El primer capítol es refereix als 7 dies abans de Yom Kippur quan el Cohen Gadol és separat de la seva esposa i es trasllada a una càmera ubicada en el Temple de Jerusalem (Beit Hamikdash), és ruixat amb aigua de la vedella vermella i se li ensenyen les lleis relacionades amb els sacrificis de Yom Kipur.

## Serveis del dia
Els capítols del segon al setè tracten sobre l'ordre dels serveis en Yom Kippur, tant els específics de Yom Kippur com els relacionats amb els sacrificis diaris. Alguns dels temes tractats inclouen els de la loteria per assignar els serveis als Cohanim, les lleis relatives al sacrifici del boc expiatori, i les ofrenes d'encens realitzades pel Summe Sacerdot, (el Cohen Gadol) al Dvir del Temple de Jerusalem (el Kodesh Hakodashim).

## Afliccions en Yom Kippur
El darrer capítol tracta sobre el penediment i les 5 afliccions de la festivitat de Yom Kippur, que s'apliquen en absència del Temple de Jerusalem, fins i tot en els temps moderns. Calen 5 abstencions:
- Beure i menjar.
- Portar sabates de cuir.
- Rentar-se.
- Tenir relacions matrimonials.
- Ungirse amb oli.